# Resiliência (psicologia)
A resiliência, conceito emprestado da Física, refere-se à capacidade de um material para retornar ao normal depois de submetido a uma tensão.   Na Psicologia, refere-se à habilidade do indivíduo para lidar com problemas, adaptar-se a mudanças, superar obstáculos ou resistir à pressão de situações adversas – choque, estresse, algum tipo de evento traumático, entre outros – sem entrar em surto psicológico, emocional ou físico, por encontrar soluções estratégicas para enfrentar e superar as adversidades. Nas organizações, a resiliência se relaciona à reação positiva em um contexto entre a tensão do ambiente e a vontade de vencer. Essas decisões propiciam forças estratégicas na pessoa para enfrentar a adversidade.
Manter a imunidade mental é a base para criar resiliência emocional. O indivíduo condiciona a mente a tolerar os pensamentos assustadores e consegue esquivar-se do sofrimento ao entender que a dor fará, inevitavelmente, parte da trajetória da vida.

## Até os anos 90 foi estudada como constituída por Fatores
São fatores inerentes da resiliência:

### Administração de emoções
É a habilidade de se manter sereno diante de uma situação de estresse. Pessoas resilientes quanto a esse fator são capazes de utilizar as pistas que leem nas outras pessoas para reorientar o comportamento, promovendo a autorregulação. Quando essa habilidade é rudimentar, as pessoas encontram dificuldades em cultivar vínculos e com frequência desgastam, no âmbito emocional, aqueles com quem convivem em família ou no trabalho.

### Controle dos impulsos
É a capacidade de regular a intensidade de seus impulsos no sistema neuromuscular (nervos e músculos), não se deixando levar impulsivamente pela experiência de uma emoção. As pessoas podem exercer um controle frouxo ou rígido do seu sistema muscular, visto que esse sistema está vinculado à regulação da intensidade das emoções. Dessa forma, a pessoa poderá viver uma emoção de forma exacerbada ou inibida. O controle de impulso garante a autorregulação dessas emoções ou a possibilidade de dar a devida força à vivência de emoções, tornando o grau de compreensão do autor mais sensível e apurado mediante a situação.

### Otimismo
É a crença de que as coisas podem mudar para melhor. Há um investimento contínuo de esperança e, por isso mesmo, a convicção da capacidade de controlar o destino da vida, mesmo quando o poder de decisão esteja fora das mãos. O otimismo se alia à competência social e à proatividade, tendo por base a autoeficácia.

### Análise do ambiente
É a capacidade de identificar precisamente as causas dos problemas e das adversidades presentes no ambiente. Essa possibilidade habilita a pessoa a se colocar em um lugar mais seguro ao invés de se posicionar em situação de risco.

### Empatia
É a capacidade que o ser humano tem de compreender os estados psicológicos dos outros (emoções e sentimentos). Não é ''colocar-se no lugar do outro'' como muitos insistem em afirmar. É sim a capacidade de sentir o mesmo que o outro sente, ao passo que o "colocar-se no lugar do outro" de certa maneira contribui para a experiencialização e direcionamento das ações compreensivas.

### Autoeficácia
É a crença na própria capacidade de organizar e executar ações requeridas para produzir resultados desejados. Associada à autoconfiança, transforma-se em “combustível” para a proatividade e a solução de problemas.

### Alcance de pessoas
É a capacidade que a pessoa tem de se vincular a outras pessoas para viabilizar soluções para intempéries da vida, sem receios e medo do fracasso.

### A partir dos anos 2000 surgiu a “Abordagem Resiliente” que embasa os Modelos de Crenças Determinantes
Procurando ampliar os entendimentos sobre resiliência foram mapeados esquemas básicos de crenças vinculados à superação estratégica do estresse - são os modelos crenças determinantes (MCDs). Esse desdobramento, conhecido como QUEST_Resiliência, permite mapear e compreender o tipo de superação de uma pessoa ou de um grupo quando diante de situações de adversidades e de um forte e contínuo estresse. É estruturado com uma abordagem teórica da terapia cognitiva, da psicologia positiva e da teoria geral dos sistemas, a partir de uma abordagem psicossomática.
Esses MCDs são estruturados desde a primeira infância. São crenças que se aglutinam quando vamos conhecendo/aprendendo/experimentando os fatos da vida com aqueles que nos cercam. Os MCDs são:
1. MCD de autocontrole - capacidade de se administrar emocionalmente diante do inesperado. É amadurecer no comportamento expresso, uma vez que será esse comportamento que irá ser lido pelas outras pessoas. É a condição de serenidade diante da adversidade;
2. MCD de leitura corporal - capacidade de ler, identificar e organizar as reações percebidas no corpo, em especial aquelas relacionadas com o sistema nervoso/muscular. É amadurecer no modo de lidar com as reações somáticas que surgem quando a tensão ou o estresse se tornam elevados;
3. MCD de otimismo para com a vida - capacidade de enxergar a vida com esperança, alegria e sonhos. É a maturidade de controlar o destino da vida, mesmo quando o poder de decisão está fora de suas mãos. Para tanto uma das característica mais preciosas para o cultivo do Otimismo para com a Vida é a criatividade;
4. MCD de análise do ambiente - capacidade de identificar e perceber precisamente as causas, as relações e as implicações dos problemas, dos conflitos e das adversidades presentes no ambiente. É se dar conta e estar atento às situações e circuntâncias presentes na experiência do estresse;
5. MCD empatia - capacidade de evidenciar a habilidade de, a partir de se compreender o outro, emitir mensagens que promovam interação e aproximação, conectividade e reciprocidade entre as pessoas;
6. MCD autoconfiança - capacidade de ter convicção de ser capaz e eficaz nas ações propostas;
7. MCD alcançar e manter pessoas - capacidade de se vincular às outras pessoas sem receios ou medo de fracasso, conectando-se para a formação de fortes redes de apoio e proteção;
8. MCD sentido de vida - capacidade de entendimento de um propósito vital de vida na experiência vivida como adversa. Promove um enriquecimento do valor da vida, fortalecendo e capacitando a pessoa a preservar sua vida ao máximo.

Cada um dos MCDs desenvolve resiliência em uma área da vida e o leque de todos eles juntos contempla a vida de uma pessoa.